# Lentigione Calcio
La Polisportiva Dilettantistica Lentigione Calcio, meglio nota come Lentigione, è una società calcistica italiana con sede a Lentigione, frazione del comune di Brescello, in provincia di Reggio Emilia. Milita in Serie D, quarta divisione del campionato italiano.

## Storia
La società venne fondata nel 1948, ma solo dieci anni più tardi la società comincia a prendere parte alle prime competizioni ufficiali, e per diversi anni milita nei campionati dilettantistici di Terza e Seconda Categoria.
Tra la fine degli anni ’80 e l’inizio degli anni ’90 il Lentigione sale di categoria raggiungendo i campionati regionali di Promozione e di Eccellenza. Ha disputato per la prima volta l'Eccellenza nella stagione 1999-2000.
Al termine del torneo di Eccellenza Emilia-Romagna 2000-2001 ottenne la prima storica promozione in Serie D.
Dal 2004-2005, con l’avvento di Immergas come Main Sponsor, riparte la scalata che porta la società a vincere nel 2015 il campionato di Eccellenza Emilia-Romagna 2014-2015 e la 1ª edizione della Supercoppa Regionale. E a riconquistare, dopo 14 anni, la Serie D cioè il massimo campionato dilettantistico del calcio italiano nella quale milita tuttora.

## Colori e simboli

### Colori
I colori sociali del Lentigione sono il blu e il giallo. Tradizionalmente la prima maglia adotta queste colorazioni anche se molto spesso la prima squadra scende in campo con una divisa tutta rossa con bordature bianche.

### Simboli ufficiali
Stemma
L'attuale stemma della squadra è uno scudo a pentola con bordo bianco. Nella parte superiore è indicato il nome della squadra, mentre al centro si trova una fascia gialla alternata ad altre blu e a destra c'è un pallone da calcio su sfondo giallo e l'anno di fondazione (1948).

## Strutture

### Stadio
Il Lentigione ha giocato le proprie gare interne dal 1990 fino al 2019 e dal 2024 presso lo Stadio Volante Levantini di Lentigione, con una capienza di 500 posti. 
Dal 2019 al 2024 ha giocato le gare interne all'Immergas Green Arena (Camp Nòv) di Sorbolo Mezzani. 
La capienza dell'impianto è di 820 posti suddivisi tra una tribuna interamente coperta lato ovest e una gradinata scoperta lato nord, che funge da settore ospiti.

## Palmares

### Competizioni regionali
- Eccellenza: 2

2000-2001, 2014-2015 (girone A)
- Promozione: 1

1998-1999 (girone A)
- Supercoppa Emilia-Romagna: 1

2014-2015

## Statistiche e record

### Partecipazione ai campionati
| Livello | Categoria | Partecipazioni | Debutto   | Ultima stagione | Totale |
| ------- | --------- | -------------- | --------- | --------------- | ------ |
| 4º      | Serie D   | 11             | 2015-2016 | 2025-2026       | 11     |
| 5º      | Serie D   | 1              | 2001-2002 | 2001-2002       | 1      |